# Charles Lucien de Beurmann
Charles Lucien de Beurmann (6 de diciembre de 1851 – 1923) fue un dermatólogo, y micólogo francés.
Se doctoró en la Universidad de París, donde en 1884 fue médico de hospitales. En 1889 accedió a jefe de servicio en el Hospital Lourcine, y más tarde en el Hôpital Saint-Louis, permaneciendo hasta 1916. Cursó estudios de enfermedades exóticas en sus viajes a lo largo de Asia.
Beurmann es conocido por sus contribuciones en el estudio de la esporotricosis, una enfermedad bastante común en Europa en esa época. Ese hongo causante de la esporotricosis había sido identificado por el médico estadounidense Benjamin Robinson Schenck (1873-1920), y fue nombrado Sporothrix schenckii en su honor. Sin embargo, fue Beurmann quien hizo una extensa investigación sobre la participación en enfermedades cutáneas de ese hongo. Con su colega Henri Gougerot (1881-1955) publicaron una monografía: Les Sporotrichoses sobre la base de 250 casos de esporotricosis en Francia. En 1903, el dermatólogo Raymond Sabouraud (1864-1938) le sugirió a Beurmann usar ioduro de potasio como remedio. Debido a los estudios a fondo de la enfermedad fúngica, su causante Sporothrix schenckii a veces se lo llama Sporotrichum beurmanni.

## Algunas publicaciones
- Les sporotrichoses, con Henri Gougerot. París, 1912

- Trois cas de scorbut secondaire observés à la prison de la Santé. Gaz hebdomadaire. Editor Masson, 12 pp. 1883

- Recherches sur la Mortalité des Femmes en Couches dans les Hôpitaux. Statistiques de Lariboisière 1854-1878 et de Cochin 1873-77. 1879. Edición reimpresa de Kessinger Publ. 2010 68 pp. ISBN 1-167-40555-2